# Tangina quandrilineata
Tangina quandrilineata är en insektsart som beskrevs av Melichar 1914. Tangina quandrilineata ingår i släktet Tangina och familjen vedstritar.
Artens utbredningsområde är Filippinerna. Inga underarter finns listade i Catalogue of Life.